# Det Sixtinske Kapel
 Der er for få eller ingen kildehenvisninger i denne artikel, hvilket er et problem. Du kan hjælpe ved at angive troværdige kilder til de påstande, som fremføres i artiklen.

Det Sixtinske Kapel (italiensk: Cappella Sistina) i Vatikanstaten blev opført i 1473-1481 til pave Sixtus IV. Kapellet anvendes, når en ny pave skal vælges. Kapellets loft er udsmykket af kunstneren Michelangelo i 1508-1514. Det centrale motiv Adams skabelse er et af verdens mest berømte kunstværker. Væggene er bl.a. udsmykket af Sandro Botticelli.

## Valg af pave
Kardinalerne bliver lukket inde i konklavet (i Det Sixtinske Kapel), og de stemmer mellem kardinalerne. Valget foregår i flere omgange, og hver gang, der er blevet stemt, brændes stemmesedlerne. Indtil den endelige afgørelse brændes sedlerne, så sort røg stiger op af den lille skorsten. Når afgørelsen er klar, brændes de sidste stemmesedler, så en tynd hvid røgsøjle viser, at der er valgt en ny pave. Et sådan konklave kan vare flere uger.
I Det Sixtinske Kapel læses også dødsmessen for en pave og påskemessen.

## Udsmykning

### Væggene
De tidligste kalkmalerier er sidevæggene. De er i tre niveauer. Det centrale lag af væggene har to cykler af malerier, der supplerer hinanden, Moses liv og Kristi liv. De blev bestilt i 1480 af pave Sixtus 4. og udført af Domenico Ghirlandaio, Sandro Botticelli, Pietro Perugino, Cosimo Rosselli og deres elever. Projektet var måske overvåget af Perugino, der ankom til kapellet før de andre malere fra Firenze. Det er sandsynligt, at kommissionen til Ghirlandaios, Botticelli og Roselli var en del af et forsoningsprojekt mellem Lorenzo de' Medici, de facto hersker over Firenze, og pave Sixtus IV. Florentinerne begyndte at arbejde i det Sixtinske Kapel i foråret 1481.

### Loftet
Udsmykningen af loftet i Det Sixtinske Kapel blev udført af kunstneren Michelangelo. Han underskrev kontrakten i året 1508. Det blev færdigt 1514. Det centrale motiv Adams skabelse er et af verdens mest berømte kunstværker.